# Serie A1 1965/66
Die Saison 1965/66 war die 32. Spielzeit der Serie A1, der höchsten italienischen Eishockeyspielklasse. Meister wurde zum insgesamt achten Mal in der Vereinsgeschichte SG Cortina.

## Serie A

### Modus
Die fünf Mannschaften absolvierten in der Hauptrunde jeweils acht Spiele. Die drei Erstplatzierten der Hauptrunde qualifizierten sich für die Finalrunde, deren Erstplatzierter Meister wurde. Für einen Sieg erhielt jede Mannschaft zwei Punkte, bei einem Unentschieden gab es einen Punkt und bei einer Niederlage null Punkte.

### Hauptrunde
|    | Klub              | Sp | S | U | N | Tore  | Punkte |
| -- | ----------------- | -- | - | - | - | ----- | ------ |
| 1. | SG Cortina        | 8  | 5 | 2 | 1 | 35:10 | 12     |
| 2. | HC Gröden         | 8  | 5 | 1 | 2 | 24:17 | 11     |
| 3. | HC Diavoli Milano | 8  | 4 | 1 | 3 | 29:32 | 9      |
| 4. | HC Bozen          | 8  | 2 | 4 | 2 | 35:33 | 8      |
| 5. | HC Alleghe        | 8  | 0 | 0 | 8 | 12:43 | 0      |

Sp = Spiele, S = Siege, U = Unentschieden, N = Niederlagen

### Finalrunde
|    | Klub              | Sp | S | U | N | Tore  | Punkte |
| -- | ----------------- | -- | - | - | - | ----- | ------ |
| 1. | SG Cortina        | 12 | 8 | 2 | 2 | 55:15 | 18     |
| 2. | HC Gröden         | 12 | 6 | 1 | 5 | 30:35 | 13     |
| 3. | HC Diavoli Milano | 12 | 6 | 1 | 5 | 40:46 | 13     |

### Beste Torschützen
1. Bryan Whittal (Diavoli) 16 Tore
2. Gianfranco Da Rin (Cortina)   13 Tore
3. Ernesto Crotti (Diavoli)   10 Tore
4. Jean-Marc Asselin (Gröden) 8 Tore
5. Lucio Brugnoli (Gröden)  6 Tore

### Meistermannschaft
Franco Alverà – Isidoro Alverà – Enrico Benedetti – Paolo Bernardi – Alberto Da Rin – Gianfranco Da Rin – Bruno Frison – Paolo Gaspri – Bruno Ghedina – Ivo Ghezze – Giuseppe Lorenzi – Francesco Macchietto – Giovanni Mastel – Giulio Oberhammer – Ruggero Savaris – Italo Scuderi – Ruggero Savaris – Jack Siemon – Giulio Verocai

## Serie B
|    | Klub               | Sp | S | U | N | Tore  | Punkte |
| -- | ------------------ | -- | - | - | - | ----- | ------ |
| 1. | Amatori Cortina    | 8  | 5 | 2 | 1 | 47:26 | 12     |
| 2. | HC Torino          | 8  | 5 | 1 | 2 | 48:32 | 11     |
| 3. | Amatori Milan      | 8  | 4 | 0 | 4 | 35:32 | 8      |
| 4. | HC Latemar Bolzano | 8  | 3 | 1 | 4 | 43:30 | 7      |
| 5. | EV Bruneck         | 8  | 1 | 0 | 7 | 18:71 | 2      |